# Jacques Galos (obraz Goi)
Jacques Galos – obraz olejny wykonany przez hiszpańskiego malarza Francisca Goyę (1746–1828). Obecnie znajduje się w zbiorach Barnes Foundation w Filadelfii.

## Okoliczności powstania
Po zakończeniu hiszpańskiej wojny niepodległościowej toczonej przeciwko Napoleonowi i przywróceniu monarchii absolutnej, w Hiszpanii zapanował terror i prześladowania liberałów, zwolenników konstytucji i popierających Francuzów (tzw. afrancesados – sfrancuziałych), z którymi sympatyzował Goya. Obawiając się konfiskaty majątku i poważniejszych represji w 1824 roku Goya wyjechał do Bordeaux, miasta skupiającego hiszpańską burżuazję na emigracji. W latach 20. Goya namalował wiele portretów jako dowód wdzięczności za pomoc udzieloną w niepewnych czasach oraz na emigracji. Portretował także swoich przyjaciół. Portret Galosa powstał w 1826 roku, krótko przed lub po ostatniej podróży Goi do Madrytu.
Jacques Galos (1774–1830) był francuskim finansistą. Przybył do Bordeaux w 1804 roku; wcześniej mieszkał kilka lat w Pampelunie. Był jednym z założycieli Kasy Oszczędnościowej w Bordeaux powstałej w 1819 roku, a następnie dyrektorem Banku Bordeaux. W 1827 roku został członkiem Izby Handlowej. Był znanym liberałem i po rewolucji z 1830 roku został deputowanym, ale w tym samym roku zmarł w wieku 54 lat. Galos należał do kręgu przyjaciół Goi w Bordeaux. Pomógł malarzowi poprawić sytuację finansową, o czym Goya często wspominał w listach do syna Javiera. Nabył serię litografii Byki z Bordeaux i był odpowiedzialny za opiekę nad spuścizną Goi po jego śmierci. Listy Goi świadczą o tym, że miał wielkie zaufanie do swojego przyjaciela.

## Opis obrazu
Galos ma na sobie niebieską kurtkę ze złotymi guzikami, białą koszulę i krawat. Na ciemnych włosach pojawiają się naniesione w energiczny sposób szare akcenty. Goya nadał mu inteligentne spojrzenie oraz wyraz twarzy wyrażający pewność siebie. Neutralne tło powstało poprzez lekkie i energiczne pociągnięcia pędzlem.
Artysta często podpisywał i dedykował swoje ostatnie prace, a także z pewną dumą odnotowywał swój wiek. W dolnej części obrazu znajduje się inskrypcja D.n Santiago Galos / pintado por Goya de / edad de 80 años / en 1826 (Don Santiago Galos namalowany przez Goyę w wieku 80 lat w 1826).

## Proweniencja
Obraz należał do kolekcji Galos w Bordeaux, a następnie do Barnes Foundation.